# Senijad Ibričić
Senijad Ibričić, född 26 september 1985 i Kotor Varoš, Jugoslavien (nuvarande Bosnien och Hercegovina), är en bosnisk före detta fotbollsspelare. Han har spelat 44 matcher för Bosnien och Hercegovinas landslag.